# Eparchia di Petropavl e Bulayevo

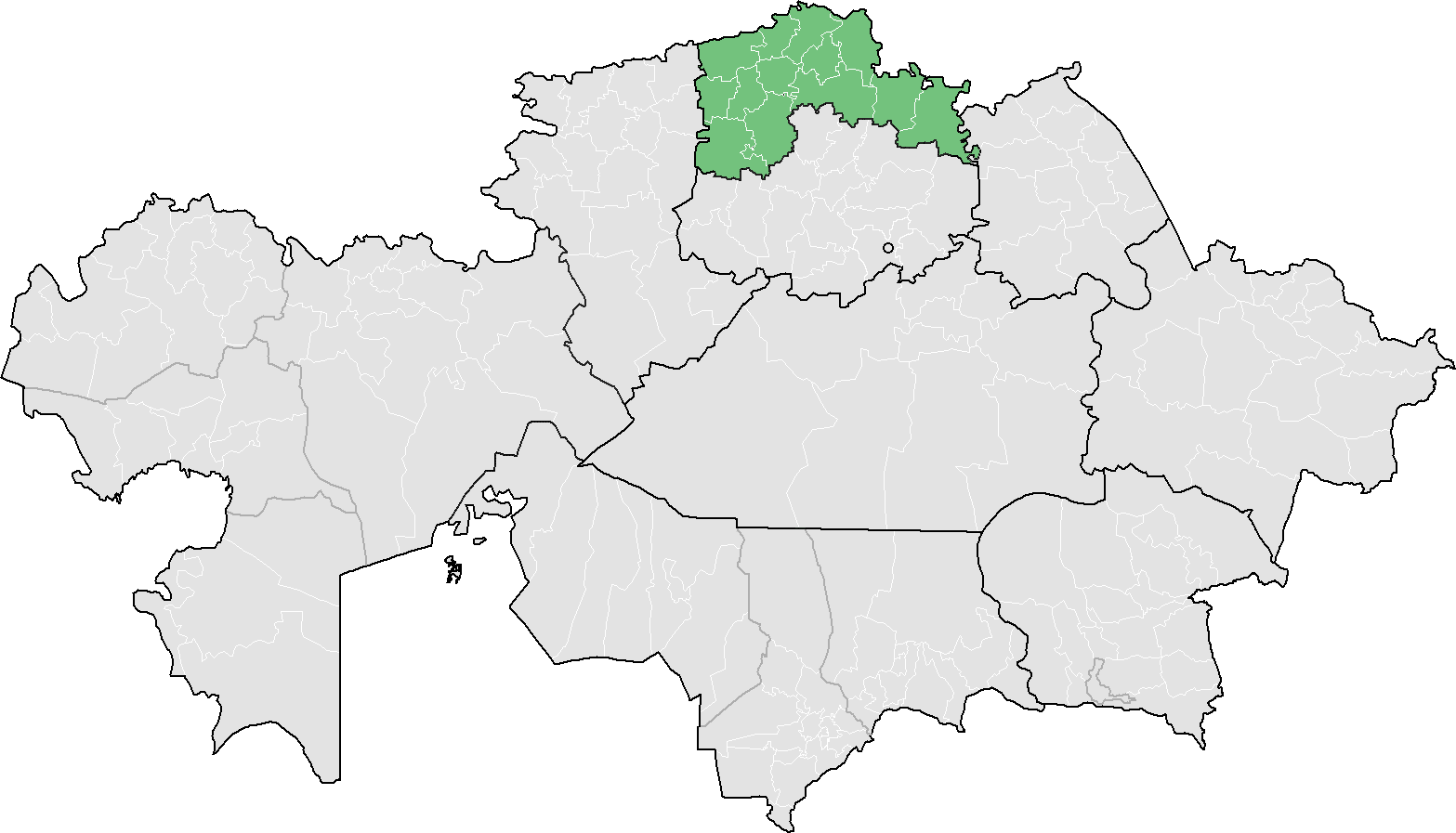
Territorio dell'eparchia

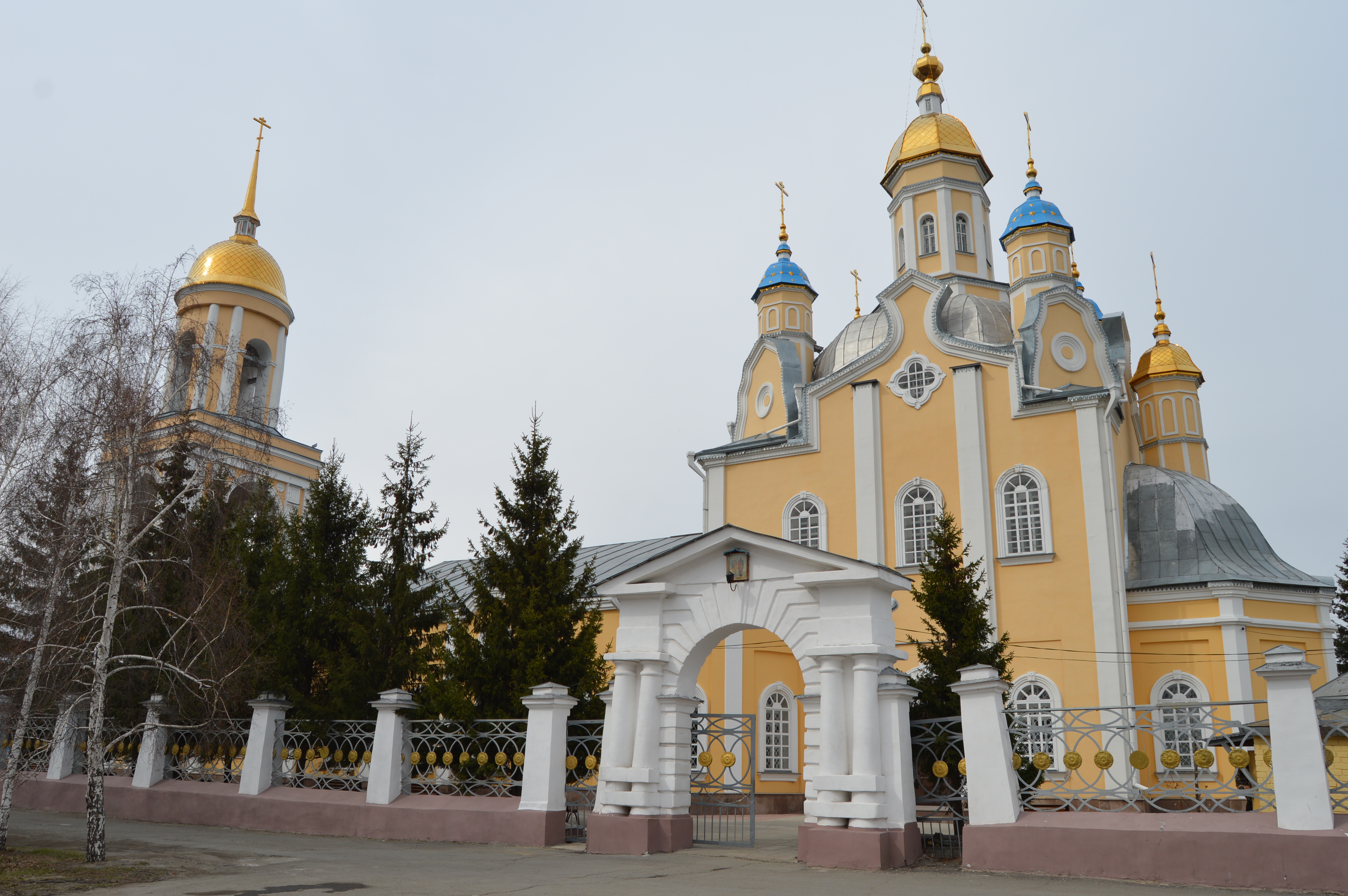
La cattedrale dei Santi Pietro e Paolo a Petropavl.

L'eparchia di Petropavl e Bulayevo (in russo: Петропавловская и Булаевская епархия) è una delle dieci eparchie ortodosse russe in Kazakistan, che costituiscono il "Distretto metropolitano della Chiesa ortodossa russa nella Repubblica del Kazakistan" (in russo Митрополичий округ Русской Православной Церкви в Республике Казахстан?). L'eparchia ha sede a Petropavl, dove si trova la cattedrale dei Santi Pietro e Paolo.

## Storia
La diocesi è stata fondata il 5 ottobre 2011 per decisione del Santo Sinodo della chiesa ortodossa russa attraverso lo scorporo dall'eparchia di Qostanaj e Rudnyj e si estende sul territorio della Regione del Kazakistan Settentrionale.
Il 16 ottobre 2012 la chiesa ortodossa kazaka ha presentato solennemente il certificato di registrazione statale presso il Dipartimento di Giustizia della Regione del Kazakistan Settentrionale.